# Anacamptis collina
Anacamptis collina là một loài lan.

## Đặc điểm
Cụm hoa có từ 2-20 hoa, cao khoảng 30 cm, hoa nở từ tháng 4 đến tháng 6.

## Phân bố
Loài này được tìm thấy ở Tây Ban Nha, Ý, Pháp, Hy Lạp, Thổ Nhĩ Kỳ, Síp, và Liban. Môi trường sống thích hợp của nó là đất vôi hoặc hơi axít.

## Sinh sản
Côn trùng thụ phấn của loài này thông thường là Apis mellifera, nhưng đôi cũng có một số loài khác trong các chi Eucera và Andrena.

## Lai
Loài này lai với các loài khác trong chi Anacamptis :
- × Serapicamptis nelsoniana (Bianco & al.) J.M.H.Shaw, 2005 (A. collina × S. parviflora)

## Tên đồng nghĩa
- Anacamptis collina (Banks & Sol. ex Russell) R.M.Bateman, Pridgeon & M.W.Chase 1997
- Barlia collina (Banks & Sol. ex Russell) Szlach. 2001;
- Orchis chlorotica Woronow 1909
- Orchis collina f. flavescens Soó in G.Keller & al. 1932
- Orchis collina f. purpurea Maire & Weiller 1959
- Orchis collina subsp. chlorotica (Woronow) Aver. 1994
- Orchis collina subsp. fedtschenkoi (Czerniak.) Aver. 1994
- Orchis fedtschenkoi Czerniak. 1922
- Orchis leucoglossa Schwarz 1934
- Orchis saccata Ten. 1811
- Orchis saccata f. flavescens (Soó) Raynaud 1985
- Orchis saccata lus. flavescens Soó 1932
- Orchis saccata var. fedtschenkoi (Czerniak.) Hautz. 1978
- Orchis sparsiflora Ten. ex Boiss. 1882
- Vermeulenia chlorotca (Woronow) Á.Löve & D.Löve 1972
- Vermeulenia fedtschenkoi (Czerniak.) Á.Löve & D.Löve 1972[3][4]

## Hình ảnh

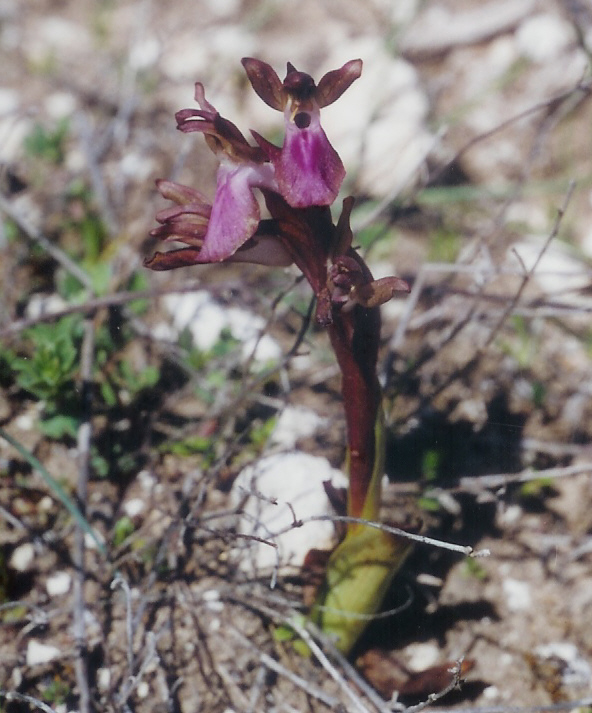
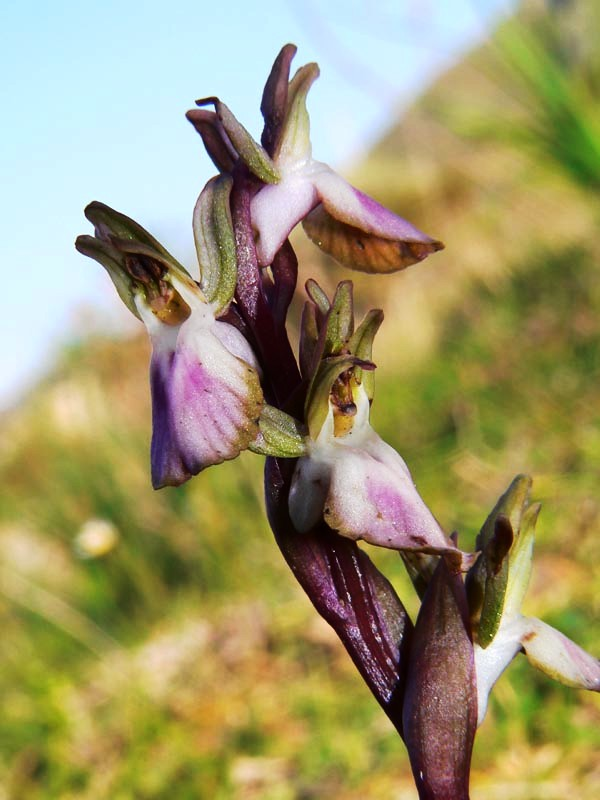
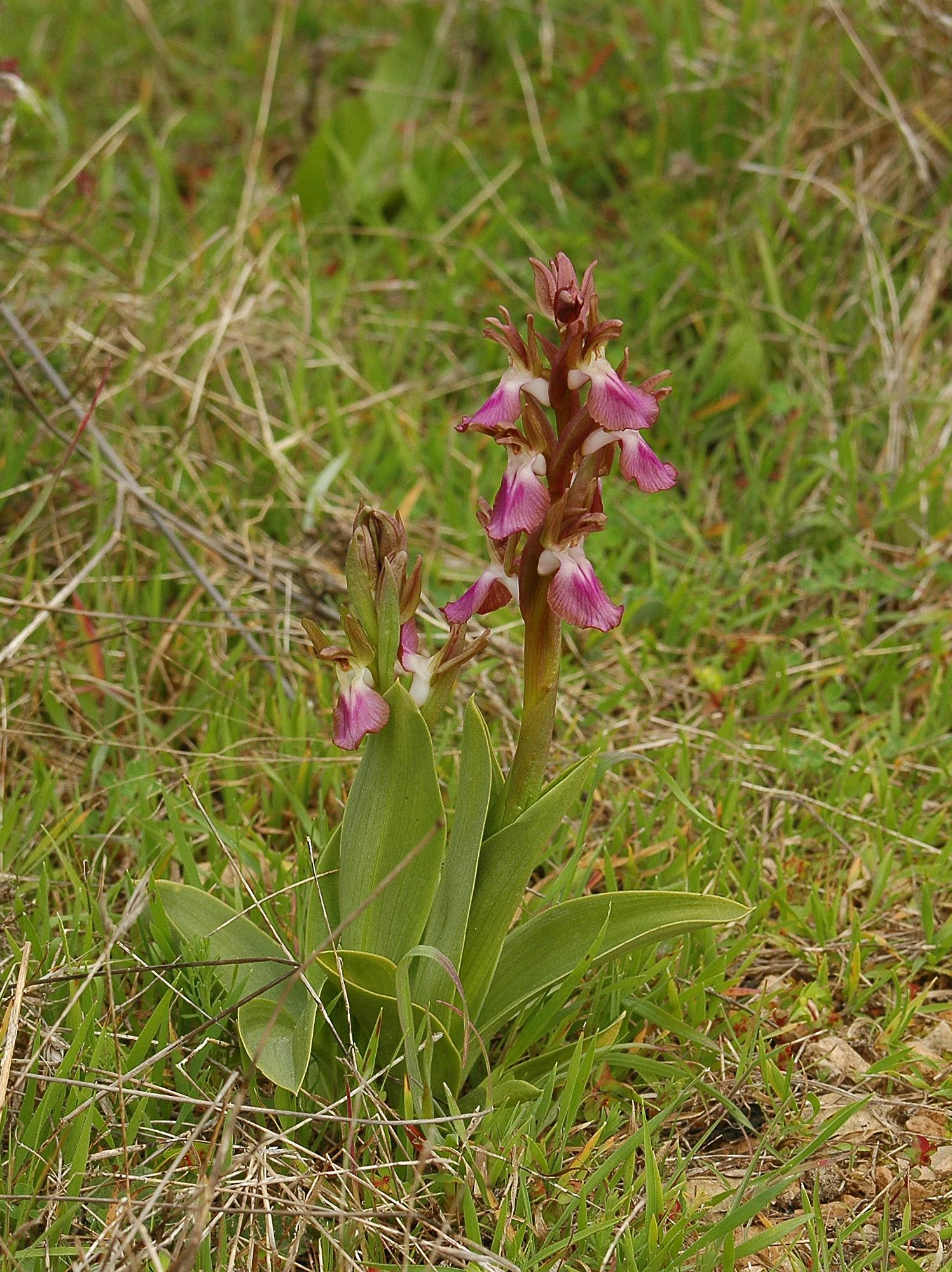
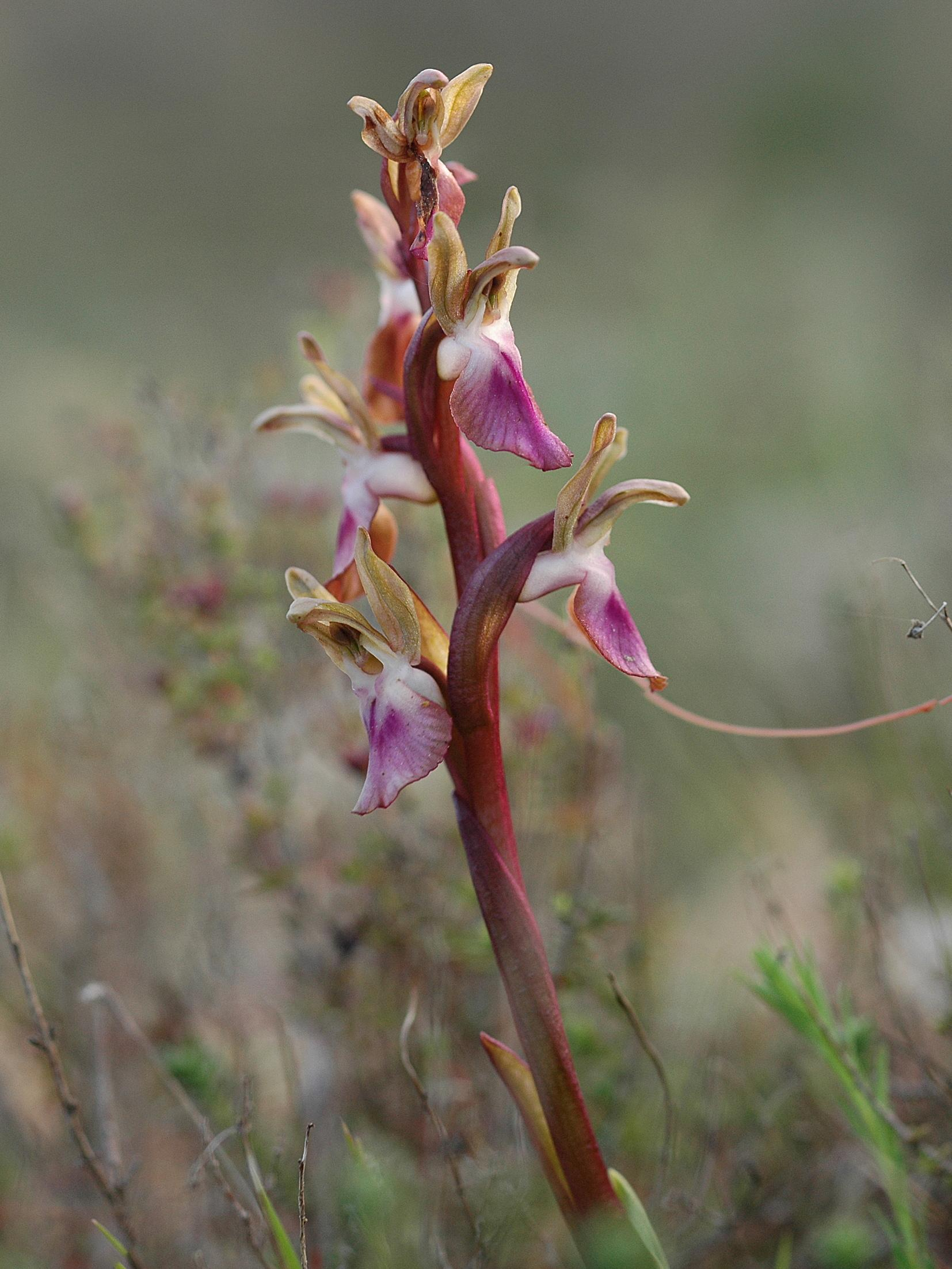